# کویلمز
کویلمز (انگلیسی: Quilmes) شرکت نوشیدنی آرژانتینی است، که در سال ۱۸۹۰ توسط اتو بمبرگ تأسیس شد.